# 2022년 타이둥 지진
2022년 타이둥 지진(중국어: 2022年台东地震 2022녠타이둥디전[*]), 또는 현지에서의 명칭 9·18 강진(중국어: 918強震), 918 (츠상) 지진은 2022년 9월 17일부터 19일 사이에 타이완 타이둥현에서 발생한 지진으로 9월 17일 21시 41분 19.1초(현지 시각)에 규모 M6.6의 첫 지진이 타이둥현 관산진에서 전진이 발생했으며,] 이후 여러 차례 유감지진이 발생했다. 이후 9월 18일 14시 44분 15.2초경에 규모 M6.8, 진원 깊이 7.8 km의 지진이 타이둥현 츠상향 지역에서 발생했다. 두 지진으로 타이둥형 츠상향에서 최대진도 6강을 관측했는데 이는 타이완에서 새로운 중화민국 중앙기상국 진도 계급이 도입된 이후 최초로 진도6강을 관측한 사례이다.

## 지질학적 환경
중화민국 중앙기상국 측은 이번 지진의 진원지가 츠상 단층과 가깝지만 상관 관계는 없으며, 중양산맥 아래에 있는 아직 확인되지 않은 단층이 움직여 지진이 발생했다고 발표했다. 경제부 중앙지질조사국은 츠상 단층을 따라 지표가 파열된 흔적이 일부 발견되었다고 발표했고 지진 발진기구와 여진 데이터 분포를 볼 때 이번 지진은 북북동을 주향으로 하여 서쪽으로 큰 각도의 사실상의 주향이동단층이 움직여 발생했다고 분석했다.

## 지진

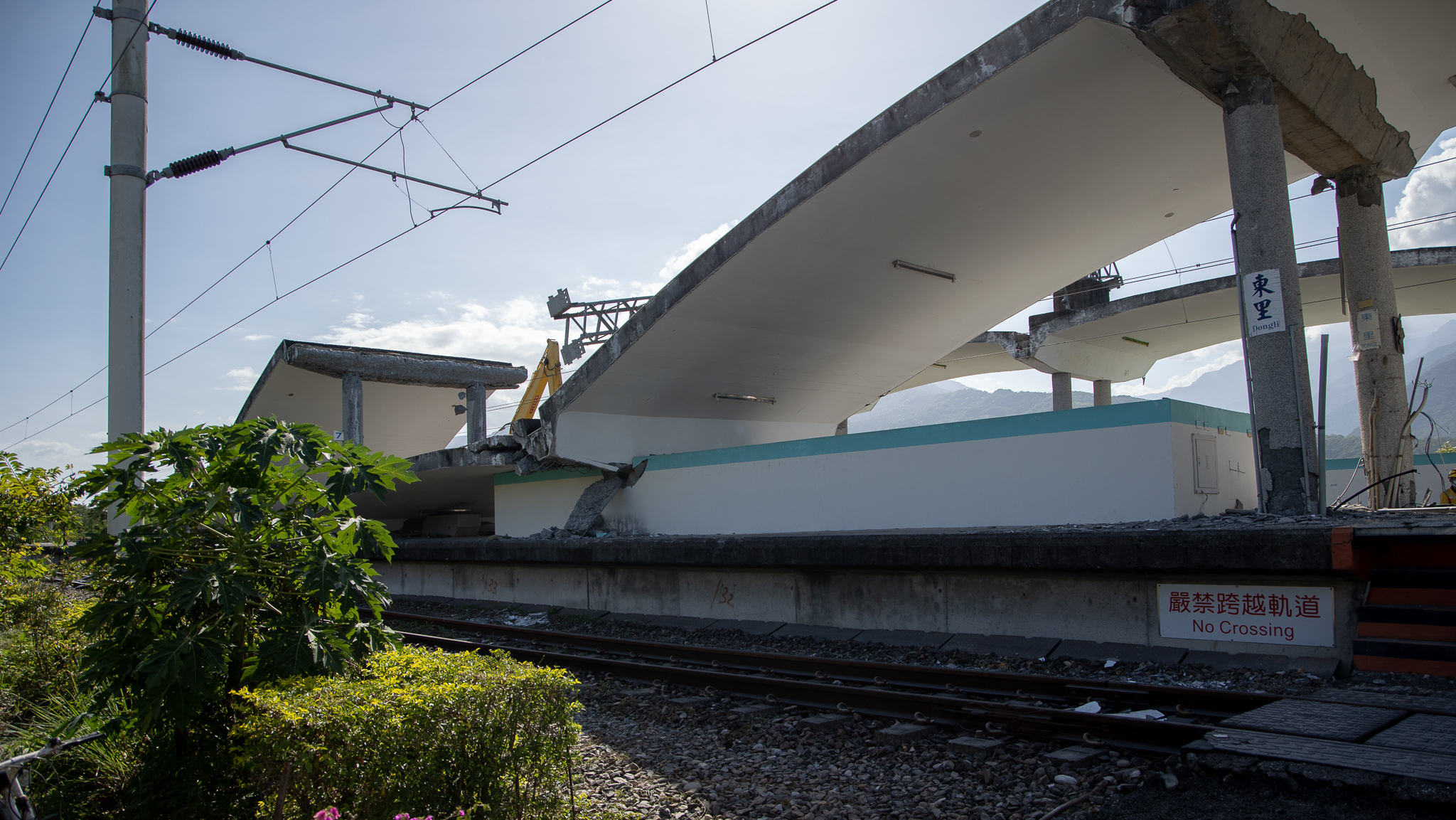
지진 피해로 무너진 철도역의 모습

### 1차 지진
중화민국 교통부 중앙기상국은 2022년 9월 17일 21시 41분 19.1초(UTC+08:00 현지시각)에 규모 M6.6, 진원 깊이 8.6 km, 북위 23.08° 동경 121.16° 지점에서 최대진도 6강의 지진이 발생했다고 발표했다. 9월 18일 14시 44분에 2차 지진이 발생하기 전까진 이 지진이 본진으로 취급되었다. 지진관측중심장인 천궈창은 본진 발생 이전 규모 M5.0 이상 지진 5회를 비롯해 총 73차례의 전진이 발생한 건 극히 드문 일이라고 말했다.
일본 기상청은 지진의 규모를 일본 기상청 규모 기준 Mj6.6, 모멘트 규모 Mw6.5로 분석했으며 진원 깊이 10 km로 확인했다. 홍콩 천문대는 홍콩 주민 10여명으로부터 수 초간 약하게 본 지진의 진동을 느꼈다고 신고를 받았으며 초기 조사 결과 규모 MB 6.6, 진앙은 북위 23.28° 동경 121.39° 지점에서 일어났으며 홍콩 내 최대진도는 수정 메르칼리 진도 계급 기준 III이라고 발표했다. 대한민국 기상청은 지진의 규모를 M6.4로 측정했고 진앙은 북위 23.08° 동경 121.16° 지점이라고 발표했다. 중국지진태망은 지진 발생 직후 관측값으로 규모 Ms6.5, 진원 깊이 약 10 km라고 발표했다. 푸젠성 지진국은 중국 푸젠성 취안저우시 후이안현에서 중국 진도 계급 기준 최대진도 IV를 관측했으며, 진앙 인근 최대진도는 VIII급이라고 발표했다.
| 진도 | 시현     | 향진시구                             |
| ---- | -------- | ------------------------------------ |
| 6강  | 타이둥현 | 츠상향                               |
| 6약  | 타이둥현 | 루예향                               |
| 5강  | 타이둥현 | 둥허향                               |
| 5강  | 화롄현   | 푸리향                               |
| 5약  | 타이둥현 | 하이돤향, 청궁진, 베이난향, 타이둥시 |
| 5약  | 가오슝시 | 난쯔구                               |

### 2차 지진
중화민국 교통부 중앙기상국은 2022년 9월 18일 14시 44분 15.2초에 북위 23.14° 동경 121.2°를 진앙으로 규모 M6.8, 진원 깊이 7.8 km, 최대진도 6강의 지진이 일어났다고 발표했다. 일본 기상청은 지진의 규모를 Mj7.3, 진원 깊이는 3 km라고 발표했고 지진 발생 5분 후 미야코섬과 야에야마 제도에 0.2~1 m급의 쓰나미가 올 수 있다며 쓰나미주의보를 발표했다가 같은 날 17시 15분(일본 표준시)에 쓰나미주의보를 해제했으며 태평양 지진해일 경보 센터(PTWC) 역시 지진 발생 후 쓰나미주의보를 발표했다. 대한민국 기상청은 지진의 규모를 M6.8로 분석했으며 진앙이 북위 23.14° 동경 121.20° 지점이라고 발표했다. 중국지진태망은 이번 지진이 북위 24.13° 동경 121.71° 지점에서 일어났으며 규모는 Ms6.9, 진원 깊이는 10 km라고 발표했다. 푸젠성 지진국은 푸젠성 푸톈시, 푸저우시, 장저우시, 취안저우시, 샤먼시에서 최대진도 IV로 측정했으며, 진원 인근의 최대 진도는 CSIS 기준 화롄현 퓨리진에서 IX라고 발표했다. 홍콩 천문대는 지진 규모가 MB6.9라고 발표했고 후속 조사 결과 홍콩에서 느낀 최대진도는 수정 메르칼리 진도 계급 기준 III라고 발표했다.
| 진도 | 시현     | 향진시구                 |
| ---- | -------- | ------------------------ |
| 6강  | 타이둥현 | 츠상향                   |
| 6약  | 화롄현   | 위리진                   |
| 5강  | 타이둥현 | 하이돤향, 청궁진, 창빈향 |
| 5강  | 화롄현   | 푸리향                   |
| 5약  | 타이둥현 | 루예향, 둥허향           |
| 5약  | 화롄현   | 완룽향, 광푸향           |
| 5약  | 난터우현 | 위산                     |

### 기타 여진 목록
| 발생 시각 (대만 표준시)   | 위경도                                                | 진앙                         | 규모 | 진원 깊이 | 최대 진도 (중화민국 중앙기상국 진도 계급) | 참고   |
| ------------------------- | ----------------------------------------------------- | ---------------------------- | ---- | --------- | ----------------------------------------- | ------ |
| 2022년 9월 17일 21시 41분 | 북위 23° 05′ 동경 121° 10′ / 북위 23.08° 동경 121.16° | 타이둥현 북쪽 35.8 km 지점   | 6.6  | 8.6 km    | 6강                                       | 전진   |
| 2022년 9월 17일 22시 35분 | 북위 23° 07′ 동경 121° 11′ / 북위 23.11° 동경 121.18° | 타이둥현 북쪽 39.3 km 지점   | 5.4  | 9.9 km    | 4                                         | [ 23 ] |
| 2022년 9월 17일 22시 45분 | 북위 23° 06′ 동경 121° 12′ / 북위 23.1° 동경 121.2°   | 타이둥현 북쪽 38.3 km 지점   | 5.8  | 5.8 km    | 5강                                       | [ 24 ] |
| 2022년 9월 18일 13시 19분 | 북위 23° 08′ 동경 121° 11′ / 북위 23.13° 동경 121.18° | 타이둥현 북쪽 41.8 km 지점   | 6.1  | 12.1 km   | 5강                                       | [ 25 ] |
| 2022년 9월 18일 14시 32분 | 북위 23° 08′ 동경 121° 12′ / 북위 23.14° 동경 121.2°  | 타이둥현 북쪽 42.8 km 지점   | 5.7  | 7.8 km    | 4                                         | [ 26 ] |
| 2022년 9월 18일 14시 44분 | 북위 23° 08′ 동경 121° 12′ / 북위 23.14° 동경 121.2°  | 타이둥현 북쪽 42.7 km 지점   | 6.8  | 7.8 km    | 6강                                       | 본진   |
| 2022년 9월 18일 14시 57분 | 북위 23° 08′ 동경 121° 12′ / 북위 23.13° 동경 121.2°  | 타이둥현 북쪽 41.4 km 지점   | 5.3  | 5.7 km    | 4                                         | [ 28 ] |
| 2022년 9월 18일 16시 46분 | 북위 23° 07′ 동경 121° 11′ / 북위 23.11° 동경 121.18° | 타이둥현 북쪽 39.7 km 지점   | 5.6  | 13.9 km   | 4                                         | [ 29 ] |
| 2022년 9월 18일 17시 39분 | 북위 23° 16′ 동경 121° 17′ / 북위 23.27° 동경 121.29° | 화롄현 남남서쪽 86.8 km 지점 | 5.8  | 11.5 km   | 5강                                       | [ 30 ] |
| 2022년 9월 18일 10시 7분  | 북위 23° 26′ 동경 121° 19′ / 북위 23.43° 동경 121.32° | 화롄현 남남서쪽 69.0 km 지점 | 6.0  | 13.4 km   | 5약                                       | [ 31 ] |

## 피해

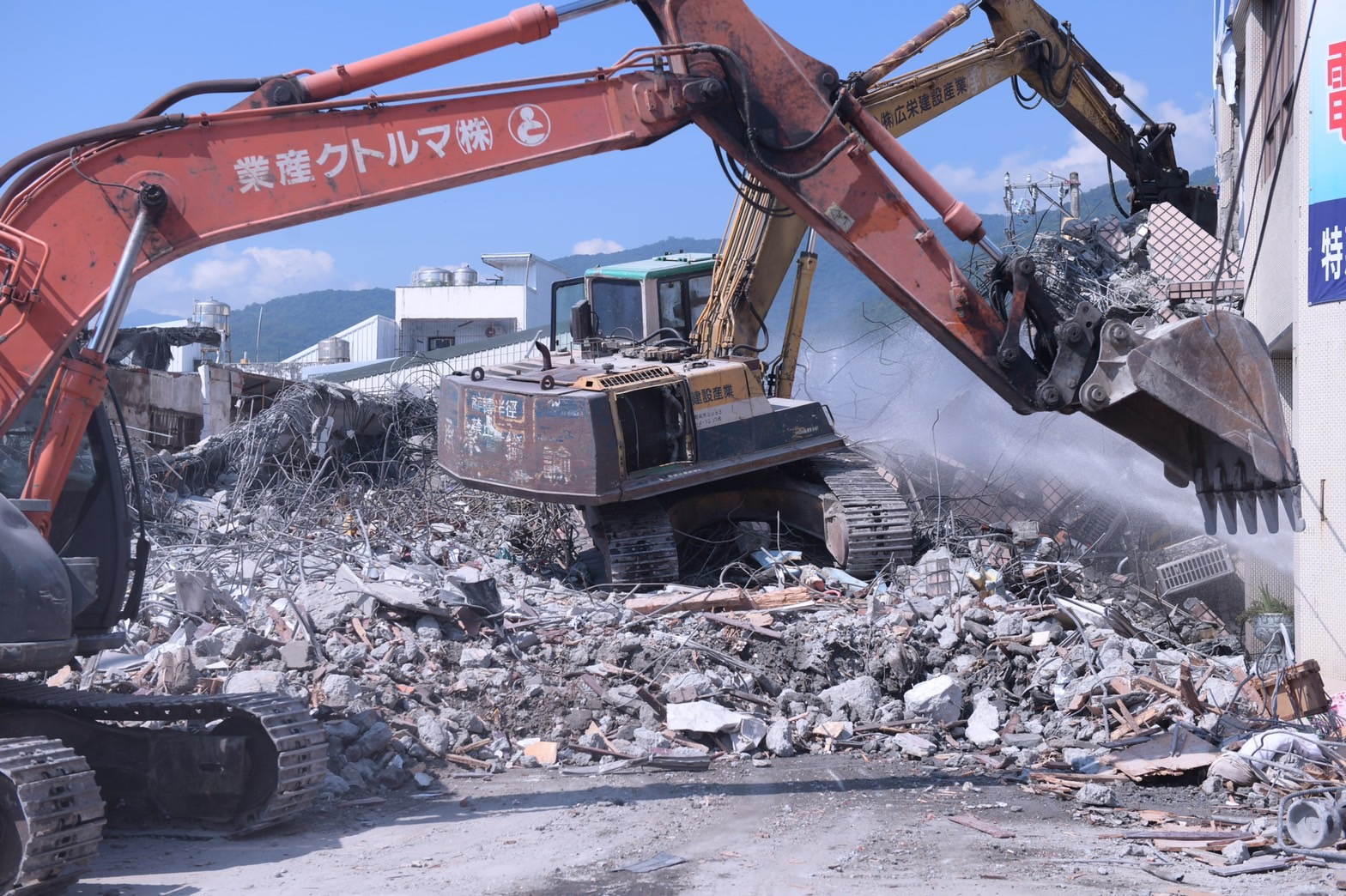
지진으로 붕괴된 화롄현의 편의점 건물 모습

화롄현 위리진 중산로 2가 사거리에 있는 3층짜리 건물(1층은 7-11 편의점 위밍먼 지점, 2층과 3층은 주택)이 붕괴되어 4명이 갇혔다가 모두 구조되었다. 다위리에 있는 시멘트 레미콘 공장에서 69세 노동자 1명이 깔려 병원으로 이송되었으나 사망했다.
타이둥현 타이둥시에서는 대만일치시기 시절 푸다오춘 이민자 마을의 80년 된 주택이 붕괴되었다. 츠상향의 완안 벽돌공장은 지진으로 완전히 붕괴되었다. 루예향 루예 납골당은 항아리들을 올려 놓은 캐비닛 자체가 쓰러져서 재가 흩어지고 항아리들이 깨지는 피해가 있었다.
가오슝시의 드림몰도 지진으로 벽에 금이 가고 천장이 바닥으로 떨어지는 피해를 입었다.

### 교통 피해
타이완 성도 제9호선 화둥공로의 위싱교, 안퉁교, 위리 대교, 뤄짜이교 등 여러 다리가 피해를 입었다. 타이완 현도 제193호선의 루이쑤이 대교 북쪽 방향 도로에 금이 갔다. 타이완 현도 화제68호선에서 2022년 6월 복원이 완료된 가오랴오 대교도 이번 지진으로 다시 부서져 3명이 다리 아래로 추락했다가 모두 구조되었다.
현도 화제73-1호선의 장푸 대교(위리진 푸리향 소재)도 지진으로 구조 손상을 입었다. 현도 화제75호선의 줘푸 대교도 노면이 무너졌다. 현도 화제78호선의 룬톈 대교는 교량 상판이 파도 모양으로 부서져 강바닥으로 떨어져 파괴되었다.
푸리향에 있는 둥리역은 역사 지붕이 지진으로 무너져 지나가던 420호 전철 차량을 덮치는 피해가 발생했다. 이 사고의 사상자는 없었으며 구 역사의 지붕도 전부 쓰러졌다. 류스스산의 현외 도로가 지진으로 끊겼고 아메이시 다리가 파손되어 여행객 400여명이 발이 묶이는 피해가 발생했다. 츠커산에서도 산업도로가 중간에 끊기는 피해가 발생했다.

## 같이 보기
- 2022년 지진
- 대만의 지진 목록

## 참고 문헌
- Yagi, Y.; Okuwaki, R.; Enescu, B.; Lu, J. (2023). “Irregular rupture process of the 2022 Taitung, Taiwan, earthquake sequence”. 《Scientific Reports》 13 (1): 1107. Bibcode:2023NatSR..13.1107Y. doi:10.1038/s41598-023-27384-y. ISSN 2045-2322. PMC 9859779. PMID 36670137.